# Tyrrell 018
A Tyrrell 018 egy Formula–1-es versenyautó, amellyel a Tyrrell csapat versenyzett az 1989-es Formula–1 világbajnokság során, valamint két futam erejéig az 1990-es bajnoki küzdelmekben. Pilótái 1989-ben Jonathan Palmer és Michele Alboreto voltak, majd a szezon közepétől utóbbit Jean Alesi váltotta, akit két futamon Johnny Herbert helyettesített. 1989-ben Alesi pilótatársa Nakadzsima Szatoru volt.

## Áttekintés
A korábbi évek sikertelenségei miatt Ken Tyrrell csapatfőnök az új autó tervezését a Harvey Postlethwaite-Jean-Claude Migeot duóra bízta. Javítottak az autók aerodinamikáján és a tömegükből is lefaragtak. Ez az egyik leggyorsabb autóvá tette az egyenesekben, annak ellenére is, hogy a Ford-Cosworth DFR motor a mezőnyben a gyengébbek között volt.
Az autó nem készült el a szezon elejére, így Brazíliában még a 017B-vel versenyeztek. Imolában Alboreto kapta meg az egyetlen elkészült példányt, de az üzemanyagpumpa meghibásodása miatt nem tudta magát kvalifikálni. Miután megjavították, Palmer úgy döntött, hogy átül a sajátjából, és ez jó döntésnek bizonyult, mert a hatodik helyen ért célba, ami pontszerzéssel járt együtt. A jó eredmény miatt Monacóban is Palmer kapta volna meg az autót, ami feszültséget okozott, ezért Alboreto is megkapta a sajátját. Ő ötödikként ért célba, majd egy futammal később Mexikóban dobogós harmadik helyet szerzett.
Alboreto azonban szezon közben távozott. Ennek oka az volt, hogy Ken Tyrrell megszerezte szponzorként a Camel cigarettát, akiknek a pénzügyi támogatására nagy szükség volt. Csakhogy Alboreto támogatója a rivális Marlboro volt - ezért, valamint a csapattal való egyre rosszabb viszonya miatt is megváltak tőle. A helyére az újonc Jean Alesi ült be, aki rögtön az első versenyén negyedik lett. A szezon hátralévő versenyein is jól teljesített, mivel azonban a Formula-3000 küzdelmeiben is részt kellett vennie, két futamon Johnny Herbert helyettesítette.
1990 első két versenyén is ezt az autót használták, ekkor Alesi csapattársa már Nakadzsima volt. A szezonnyitó amerikai nagydíjon általános meglepetésre Alesi a második helyen végzett, sőt a győzelemért is tudott csatázni.

## Eredmények
(félkövér jelöli a pole pozíciót, dőlt betű a leggyorsabb kört)
| Év   | Csapat                      | Motor    | Gumik | Pilóták            | 1   | 2   | 3   | 4   | 5   | 6   | 7   | 8   | 9   | 10  | 11  | 12  | 13  | 14  | 15  | 16  | Pontok | Helyezés |
| ---- | --------------------------- | -------- | ----- | ------------------ | --- | --- | --- | --- | --- | --- | --- | --- | --- | --- | --- | --- | --- | --- | --- | --- | ------ | -------- |
| 1989 | Tyrrell Racing Organisation | Ford DFR | G     |                    | BRA | SMR | MON | MEX | USA | CAN | FRA | GBR | GER | HUN | BEL | ITA | POR | ESP | JPN | AUS | 16     | 5.       |
| 1989 | Tyrrell Racing Organisation | Ford DFR | G     | Jonathan Palmer    |     | 6   | 9   | KI  | 9   | KI  | 10  | KI  | KI  | 13  | 14  | KI  | 6   | 10  | KI  | NK  | 16     | 5.       |
| 1989 | Tyrrell Racing Organisation | Ford DFR | G     | Michele Alboreto   |     | NK  | 5   | 3   | KI  | KI  |     |     |     |     |     |     |     |     |     |     | 16     | 5.       |
| 1989 | Tyrrell Racing Organisation | Ford DFR | G     | Jean Alesi         |     |     |     |     |     |     | 4   | KI  | 10  | 9   |     | 5   |     | 4   | KI  | KI  | 16     | 5.       |
| 1989 | Tyrrell Racing Organisation | Ford DFR | G     | Johnny Herbert     |     |     |     |     |     |     |     |     |     |     | KI  |     | NK  |     |     |     | 16     | 5.       |
| 1990 | Tyrrell Racing Organisation | Ford DFR | P     |                    | USA | BRA | SMR | MON | CAN | MEX | FRA | GBR | GER | HUN | BEL | ITA | POR | ESP | JPN | AUS | 16*    | 5.       |
| 1990 | Tyrrell Racing Organisation | Ford DFR | P     | Nakadzsima Szatoru | 6   | 8   |     |     |     |     |     |     |     |     |     |     |     |     |     |     | 16*    | 5.       |
| 1990 | Tyrrell Racing Organisation | Ford DFR | P     | Jean Alesi         | 2   | 7   |     |     |     |     |     |     |     |     |     |     |     |     |     |     | 16*    | 5.       |

* 9 pontot gyűjtöttek a Tyrrell 019-essel.

## Forráshivatkozások
1. 1 2  Legendák a lejtőn – Tyrrell (magyar nyelven). Napi F1 sztori, 2022. június 15. (Hozzáférés: 2024. október 8.)